# Kly
Kly – w systemie religijnym afrykańskich Buszmenów, bóg (największy z Buszmenów). Wiedzie życie łowcy, polując konno ze strzelbą i łukiem. Ślady jego są wyraźnie widoczne po deszczu. Kly oznacza też nadmiar sił decydujących o dzikim i nieposkromionym charakterze. 